# Osówie
Osówie – wieś w Polsce położona w województwie wielkopolskim, w powiecie kolskim, w gminie Babiak.
Wieś królewska Osowie należąca do starostwa kolskiego, pod koniec XVI wieku leżała w powiecie konińskim województwa kaliskiego. W latach 1975–1998 miejscowość administracyjnie należała do województwa konińskiego.

## Informacje ogólne
Wieś położona 10 km na północny wschód od Koła na północ od lokalnej drogi z Wrzący Wielkiej do Lubońka.